# Francisco Cerúndolo
Pour les articles homonymes, voir Cerundolo.
Francisco Cerúndolo, né le 13 août 1998 à Buenos Aires, est un joueur de tennis argentin, professionnel depuis 2018.
Son frère cadet Juan Manuel est également joueur de tennis, tandis que son père Alejandro a été brièvement professionnel dans les années 1980. Sa sœur María Constanza est une joueuse de hockey sur gazon.

## Carrière
Francisco Cerúndolo arrive tardivement sur le circuit professionnel sans être passé par les tournois juniors. Entre 2017 et 2018, il fréquente l'université de Caroline du Sud. Entre 2018 et 2019, il réalise de bonnes performances sur le circuit Futures, s'imposant par deux fois au Brésil, deux fois à Majorque, puis à Buenos Aires, Kiseljak et Lima. Il fait ses débuts en tournois Challenger et se distingue en atteignant à cinq reprises les quarts de finale.

### 2021. Première finale ATP à Buenos Aires
En 2020, Francisco Cerúndolo s'impose à trois reprises sur le circuit Challenger à Split, Guayaquil et Campinas. En février 2021, il est finaliste à Concepción. En mars, au tournoi de Buenos Aires, il écarte au second tour Benoît Paire, tête de série no 3 et 29e mondial, puis enchaîne en éliminant les Espagnols Pablo Andújar et Albert Ramos-Viñolas à chaque fois en trois sets. Il se qualifie ainsi pour la finale, la première de sa carrière sur le circuit principal, une semaine après la victoire de son frère Juan Manuel à l'Open de Córdoba. Il s'incline cependant lourdement contre Diego Schwartzman (6-1, 6-2). Il est plus discret sur le reste de la saison, se contentant de gagner un tournoi Challenger à Cordenons. Il participe aux Jeux olympiques de Tokyo où il est éliminé au premier tour par Liam Broady.

### 2022. Premier titre ATP à Båstad et demi-finale à Miami
En 2022, il s'impose au tournoi Challenger de Santa Cruz en Bolivie puis atteint les quarts de finale à Buenos Aires et les demi-finales la semaine suivante à Rio. Lors du Masters de Miami, il accède de manière inattendue aux demi-finales, battant notamment Gaël Monfils et profitant des abandons de Reilly Opelka et Jannik Sinner. L'Argentin, qui participe à son premier Masters 1000, n'avait encore jamais remporté un match sur terrain dur dans un tableau principal d'un tournoi ATP.
En juillet, lors du tournoi de Båstad sur terre battue, Cerúndolo décroche le premier titre ATP 250 de sa carrière et intègre pour la première fois le top 30 mondial après avoir dominé en finale son compatriote Sebastián Baez (7-6, 6-2). Il avait auparavant battu le Norvégien Casper Ruud (6-4, 3-6, 7-5), tenant du titre et récent finaliste à Roland-Garros.

### 2023. Deuxième titre à Eastbourne, finale à Lyon et 1/8 à Roland-Garros
L'année suivante, Francisco Cerúndolo retourne en quarts de finale au tournoi de Miami grâce aux victoires sur le repêché Aleksandar Kovacevic (6-4, 6-4), le sixième mondial Félix Auger-Aliassime (6-2, 7-5, sa troisième victoire sur un Top 10, et la première sur terrain dur) et l'Italien Lorenzo Sonego (3-6, 6-3, 6-2). Il n'accède cette fois-ci pas au dernier carré, battu par le Russe Karen Khachanov, demi-finaliste des deux derniers Grand Chelem (3-6, 2-6).
Il parvient également en quarts de finale à Rome où il élimine d'abord le Chinois Wu Yibing (4-6, 6-2, 6-3), puis renverse le Français Grégoire Barrère et le huitième mondial Jannik Sinner, pourtant poussé par le public, sur le même score (6-7, 6-2, 6-2). Son parcours s'arrête en quarts de finale contre le no 4 mondial Casper Ruud (65-7, 4-6).
À l'Open Parc de Lyon, il atteint la troisième finale de sa carrière en ATP 250, après avoir notamment écarté Jack Draper (6-4, 4-6, 6-3) et le tenant du titre, Cameron Norrie (6-3, 6-0). Il est cependant battu en finale par le Français Arthur Fils en deux sets (3-6, 5-7).
Francisco Cerúndolo atteint pour la première fois de sa carrière les huitièmes de finale d'un Grand Chelem, en battant à Roland-Garros en quatre sets l'Espagnol Jaume Munar (6-1, 2-6, 7-65, 6-1) et l'Américain Taylor Fritz (3-6, 6-3, 6-4, 7-5), huitième mondial, ainsi que l'Allemand repêché des qualifications Yannick Hanfmann (6-3, 6-3, 6-4). Il réalise un bon match contre le jeune Danois Holger Rune, numéro six mondial, mais doit s'incliner en cinq sets disputés (63-7, 6-3, 4-6, 6-1, 67-7).
Il confirme sa progression en jouant une deuxième finale cette année à Eastbourne. Il bat pour cela le qualifié suisse Marc-Andrea Hüsler en deux tie-breaks, le Chinois Zhang Zhizhen (6-2, 6-3) et l'Américain Mackenzie McDonald (2-6, 7-5, 6-2) qu'il renverse. Face à un deuxième Américain, Tommy Paul, demi-finaliste à l'Open d'Australie en début d'année, il s'impose en trois sets (6-4, 1-6, 6-4) et gagne son deuxième titre, le premier sur gazon.

### 2024. Quart de finale à Madrid, 1/8 à Roland-Garros et 3etitre ATP à Umag
Après un début d'année décevant, il parvient en demi-finale de l'ATP 500 de Rio de Janeiro en effaçant en trois manches son compatriote Francisco Comesaña (6-1, 1-6, 6-2), ne laissant que trois jeux à Albert Ramos-Viñolas (6-2, 6-1) et renversant le terrien Dušan Lajović (3-6, 6-4, 6-4). Il est sorti en demi-finale par son compatriote Sebastián Báez (5-7, 0-6).
Il effectue un beau parcours à Madrid et y rejoint son quatrième quart de finale en Masters 1000 en carrière après plusieurs victoires contre Fábián Marozsán (6-2, 7-65), récent quart de finaliste à Miami, l'Américain Tommy Paul qu'il renverse en trois manches (67-7, 6-4, 6-2) et l'Allemand Alexander Zverev, cinquième mondial (6-3, 6-4) et ancien vainqueur du tournoi. Il bat ainsi son premier joueur du top 10 de la saison avant de tomber contre l'Américain Taylor Fritz qui joue son premier quart de finale à Madrid également (1-6, 6-3, 3-6). Aux Internationaux de France, il bat en trois manches l'Allemand Yannick Hanfmann (6-3, 6-3, 6-4) et le qualifié autrichien Filip Misolic (6-2, 7-62, 6-0). Il lâche le premier set puis se reprend contre l'Américain Tommy Paul (3-6, 6-3, 6-3, 6-2), auteur de son plus beau parcours à Roland-Garros jusqu'alors. Il mène deux manches à une contre le Serbe Novak Djokovic en huitièmes de finale et un breaks dans le quatrième set mais s'incline au terme d'un gros combat (1-6, 7-5, 6-3, 5-7, 3-6).
En juillet, il remporte son troisième titre ATP au tournoi d'Umag en battant en finale l'Italien Lorenzo Musetti (2-6, 6-4, 7-65), demi-finaliste récent à Wimbledon dans une finale serrée. Il s'était auparavant offert un autre Italien, Lorenzo Sonego (6-4, 2-6, 7-62) mais surtout la tête de série numéro une Andrey Rublev (7-66, 6-4) en demi-finale.

### 2025. Finale à Buenos Aires, demie à Madrid et quart à Indian Wells et Miami
Mi-février, il joue dans sa ville natale, à Buenos Aires, et se défait de l'Italien Luciano Darderi (6-4, 6-4) et de son frère Juan Manuel Cerúndolo (6-2, 6-3) qu'il affronte pour la première fois sur le circuit ATP. Opposé au favori Alexander Zverev, deuxième joueur mondial et récent finaliste à l'Open d'Australie, il renverse l'Allemand (3-6, 6-3, 6-2) pour obtenir sa plus belle victoire en termes de classement et aller en demi-finale. Dernier Argentin en lice, il domine l'Espagnol Pedro Martínez (6-2, 6-4) pour disputer sa deuxième finale ici. Affrontant le très jeune Brésilien João Fonseca, il s'incline (4-6, 61-7), permettant à son adversaire de remporter son premier tournoi ATP. Il s'envole pour la tournée américaine début mars et renverse difficilement l'invité Mackenzie McDonald (4-6, 7-63, 6-1) avant de battre le repêché Botic van de Zandschulp (6-3, 6-4), tombeur de la légende Novak Djokovic au tour précédent. Il livre une solide performance pour son premier huitième de finale en Californie contre l'Australien Alex de Minaur, dixième mondial (7-5, 6-3), mais s'incline logiquement contre le numéro trois mondial et double tenant du titre Carlos Alcaraz (3-6, 64-7) en quarts de finale. Il enchaîne un deuxième quart de finale en Masters 1000 à Miami, écrasant le Français Alexandre Müller (6-1, 6-2) et s'imposant devant l'Américain Tommy Paul (6-2, 7-64), quart de finaliste à l'Open d'Australie en début d'année et face au Norvégien Casper Ruud, sixième joueur mondial (6-4, 6-2). Malgré une balle de match obtenue, il s'incline au terme d'un gros duel contre le Bulgare Grigor Dimitrov, finaliste l'année passée (7-66, 4-6, 63-7).
L'Argentin se montre très solide au début du tournoi de Munich, ne laissant que deux jeux au vétéran et tenant du titre Jan-Lennard Struff (6-0, 6-2) et écarte également le Kazakh repêché Alexander Shevchenko (6-3, 6-2) et le Belge David Goffin (6-2, 6-4). Il doit cependant s'incliner en demi-finale contre l'Américain Ben Shelton (6-2, 67-7, 4-6). Il continue de performer à Madrid, écartant avec sérieux le qualifié Français Harold Mayot  (6-3, 6-4), puis son compatriote Francisco Comesaña (6-4, 6-4) qui viennent tous deux de remporter leurs premiers matchs en Masters 1000. Opposé au numéro deux mondial dès les huitièmes de finale, Alexander Zverev qui vient de remporter son premier titre cette saison à Munich, il réitère l'exploit de Buenos Aires pour sortir l'Allemand (7-5, 6-3). Il joue en quarts de finale le jeune Jakub Menšík, titré à Miami, et passe à deux points de perdre le match mais s'en sort finalement en trois manches (3-6, 7-65, 6-2) pour jouer la deuxième demi-finale de sa carrière en Masters 1000 dans la capitale espagnole. Face à l'ancien double finaliste de Roland-Garros Casper Ruud, il s'incline (4-6, 5-7) en gagnant autant de points que le Norvégien.
Peu à son aise sur gazon, il perd pour la troisième fois en quatre participations d'entrée à Wimbledon, laissant le Portugais Nuno Borges (6-4, 3-6, 65-7, 0-6) gagner son premier match ici.

## Palmarès

### Titres en simple
| No | Date       | Nom et lieu du tournoi             | Catégorie | Dotation  | Surface      | Finaliste       | Score          |          |
| -- | ---------- | ---------------------------------- | --------- | --------- | ------------ | --------------- | -------------- | -------- |
| 1  | 11-07-2022 | Nordea Open, Båstad                | ATP 250   | 534 555 € | Terre (ext.) | Sebastián Báez  | 7-64, 6-2      | Parcours |
| 2  | 26-06-2023 | Rothesay International, Eastbourne | ATP 250   | 723 655 € | Gazon (ext.) | Tommy Paul      | 6-4, 1-6, 6-4  | Parcours |
| 3  | 21-07-2024 | Plava Laguna Croatia Open, Umag    | ATP 250   | 579 320 € | Terre (ext.) | Lorenzo Musetti | 2-6, 6-4, 7-65 | Parcours |

### Finales en simple
| No | Date       | Nom et lieu du tournoi               | Catégorie | Dotation  | Surface      | Vainqueur         | Score     |          |
| -- | ---------- | ------------------------------------ | --------- | --------- | ------------ | ----------------- | --------- | -------- |
| 1  | 01-03-2021 | Argentina Open, Buenos Aires         | ATP 250   | 329 550 $ | Terre (ext.) | Diego Schwartzman | 6-1, 6-2  | Parcours |
| 2  | 21-05-2023 | Open Parc Auvergne-Rhône-Alpes, Lyon | ATP 250   | 562 815 € | Terre (ext.) | Arthur Fils       | 6-3, 7-5  | Parcours |
| 3  | 10-02-2025 | IEB+ Argentina Open, Buenos Aires    | ATP 250   | 658 390 $ | Terre (ext.) | João Fonseca      | 6-4, 7-61 | Parcours |

## Parcours dans les tournois duGrand Chelem

### En simple
| Année | Open d'Australie | Open d'Australie   | Internationaux de France | Internationaux de France | Wimbledon       | Wimbledon       | US Open         | US Open          |
| ----- | ---------------- | ------------------ | ------------------------ | ------------------------ | --------------- | --------------- | --------------- | ---------------- |
| 2021  | —                | —                  | 1er tour (1/64)          | Thiago Monteiro          | —               | —               | —               | —                |
| 2022  | —                | —                  | 1er tour (1/64)          | Daniel Evans             | 1er tour (1/64) | Rafael Nadal    | 1er tour (1/64) | Andy Murray      |
| 2023  | 3e tour (1/16)   | F. Auger-Aliassime | 1/8 de finale            | Holger Rune              | 2e tour (1/32)  | Jiří Lehečka    | 2e tour (1/32)  | Jiří Veselý      |
| 2024  | 2e tour (1/32)   | Fábián Marozsán    | 1/8 de finale            | Novak Djokovic           | 1er tour (1/64) | Roman Safiullin | 2e tour (1/32)  | T. M. Etcheverry |
| 2025  | 3e tour (1/16)   | Alex de Minaur     | 1er tour (1/64)          | Gabriel Diallo           | 1er tour (1/64) | Nuno Borges     |                 |                  |

N.B. : à droite du résultat se trouve le nom de l'ultime adversaire.

### En double messieurs
| Année | Open d'Australie                                                                                  | Open d'Australie | Internationaux de France                                                               | Internationaux de France                                                                          | Wimbledon | Wimbledon                                                                                  | US Open | US Open |
| ----- | ------------------------------------------------------------------------------------------------- | ---------------- | -------------------------------------------------------------------------------------- | ------------------------------------------------------------------------------------------------- | --------- | ------------------------------------------------------------------------------------------ | ------- | ------- |
| 2022  | —                                                                                                 | —                | 1er tour (1/32) Federico Coria \|\| style="text-align:left;" \| Ariel Behar G. Escobar | 1er tour (1/32) T. M. Etcheverry \|\| style="text-align:left;" \| Nicolas Mahut É. Roger-Vasselin | —         | —                                                                                          |         |         |
| 2023  | 1er tour (1/32) T. M. Etcheverry \|\| style="text-align:left;" \| Jiří Lehečka Alex Molčan        | —                | —                                                                                      | 1er tour (1/32) G. Andreozzi \|\| style="text-align:left;" \| Ariel Behar A. Pavlásek             | —         | —                                                                                          |         |         |
| 2024  | 1er tour (1/32) T. M. Etcheverry \|\| style="text-align:left;" \| Nicolas Mahut É. Roger-Vasselin | —                | —                                                                                      | —                                                                                                 | —         | 1er tour (1/32) C. U. Carabelli \|\| style="text-align:left;" \| M. Granollers H. Zeballos |         |         |
| 2025  | 1er tour (1/32) T. M. Etcheverry \|\| style="text-align:left;" \| Julian Cash Lloyd Glasspool     | —                | —                                                                                      |                                                                                                   |           |                                                                                            |         |         |

N.B. : le nom du partenaire se trouve sous le résultat ; les noms des ultimes adversaires se trouvent à droite.

## Parcours dans lesMasters 1000
| Année | Indian Wells             | Miami                      | Monte-Carlo           | Madrid                 | Rome                    | Canada                  | Cincinnati            | Shanghai               | Paris                      |
| ----- | ------------------------ | -------------------------- | --------------------- | ---------------------- | ----------------------- | ----------------------- | --------------------- | ---------------------- | -------------------------- |
| 2022  | —                        | 1/2 finale C. Ruud         | —                     | —                      | 1er tour J. Isner       | 1er tour K. Khachanov   | 1er tour R. Bautista  | n.o.                   | 1er tour D. Shapovalov     |
| 2023  | 3e tour F. Auger         | 1/4 de finale K. Khachanov | 2e tour M. Berrettini | 2e tour P. Cachín      | 1/4 de finale C. Ruud   | 2e tour T. Paul         | 1er tour D. Lajović   | 1/8 de finale S. Korda | 1/8 de finale H. Hurkacz   |
| 2024  | 3e tour B. Shelton       | 3e tour K. Khachanov       | 2e tour K. Khachanov  | 1/4 de finale T. Fritz | 3e tour K. Khachanov    | —                       | 1er tour K. Khachanov | 2e tour A. Shevchenko  | 1/8 de finale S. Tsitsipás |
| 2025  | 1/4 de finale C. Alcaraz | 1/4 de finale G. Dimitrov  | 2e tour C. Alcaraz    | 1/2 finale C. Ruud     | 1/8 de finale J. Sinner | 1/8 de finale A. Zverev | —                     |                        |                            |

N.B. : sous le résultat se trouve le nom de l’ultime adversaire.

## Confrontations avec ses principaux adversaires
Confrontations lors des différents tournois ATP et en Coupe Davis avec ses principaux adversaires (6 confrontations minimum et avoir été membre du top 10). Classement par pourcentage de victoires. Situation au 3 mai 2025 :
| Joueur          | Meilleur classement | Confrontations | Victoires | Défaites | Pourcentage de victoires | Dernière confrontation                        |
| --------------- | ------------------- | -------------- | --------- | -------- | ------------------------ | --------------------------------------------- |
| Karen Khachanov | 8                   | 7              | 0         | 7        | 0                        | défaite (64-7, 69-7) au tournoi de Pékin 2024 |
| Casper Ruud     | 2                   | 9              | 5         | 4        | 55,6                     | défaite (4-6, 5-7) au Masters de Madrid 2025  |
| Tommy Paul      | 9                   | 7              | 5         | 2        | 71,4                     | victoire (6-2, 7-64) au Masters de Miami 2025 |

## Victoires sur le top 10
Toutes ses victoires sur des joueurs classés dans le top 10 de l'ATP lors de la rencontre.
| Légende                 |
| Grand Chelem            |
| Masters                 |
| Jeux olympiques         |
| Masters 1000            |
| ATP 500                 |
| ATP 250                 |
| Coupe Davis / Laver Cup |

| #  | F.C.  | Tournoi       | Année | Surface      | Adversaire            | Rang  | Tour   | Score              |
| -- | ----- | ------------- | ----- | ------------ | --------------------- | ----- | ------ | ------------------ |
| 1  | no 39 | Båstad        | 2022  | Terre battue | Casper Ruud           | no 5  | 1/8    | 6-4, 3-6, 7-5      |
| 2  | no 30 | Hambourg      | 2022  | Terre battue | Andrey Rublev         | no 8  | 1/8    | 6-4, 6-2           |
| 3  | no 31 | Miami         | 2023  | Dur          | Félix Auger-Aliassime | no 6  | 1/16   | 6-2, 7-5           |
| 4  | no 32 | Barcelone     | 2023  | Terre battue | Casper Ruud           | no 3  | 1/8    | 7-65, 6-3          |
| 5  | no 31 | Rome          | 2023  | Terre battue | Jannik Sinner         | no 8  | 1/8    | 63-7, 6-2, 6-2     |
| 6  | no 23 | Roland-Garros | 2023  | Terre battue | Taylor Fritz          | no 8  | 1/16   | 3-6, 6-3, 6-4, 7-5 |
| 7  | no 21 | Paris-Bercy   | 2023  | Dur (int.)   | Casper Ruud           | no 8  | 1/16   | 7-5, 6-4           |
| 8  | no 22 | Madrid        | 2024  | Terre battue | Alexander Zverev      | no 5  | 1/8    | 6-3, 6-4           |
| 9  | no 37 | Umag          | 2024  | Terre battue | Andrey Rublev         | no 9  | 1/2    | 7-66, 6-4          |
| 10 | no 31 | Laver Cup     | 2024  | Dur (int.)   | Casper Ruud           | no 9  | Poules | 6-4, 6-4           |
| 11 | no 29 | Paris-Bercy   | 2024  | Dur (int.)   | Andrey Rublev         | no 7  | 1/16   | 7-66, 7-65         |
| 12 | no 28 | Buenos Aires  | 2025  | Terre battue | Alexander Zverev      | no 2  | 1/4    | 3-6, 6-3, 6-2      |
| 13 | no 26 | Indian Wells  | 2025  | Dur          | Alex de Minaur        | no 10 | 1/8    | 7-5, 6-3           |
| 14 | no 24 | Miami         | 2025  | Dur          | Casper Ruud           | no 6  | 1/8    | 6-4, 6-2           |
| 15 | no 21 | Madrid        | 2025  | Terre battue | Alexander Zverev      | no 2  | 1/8    | 7-5, 6-3           |

## Classements ATP en fin de saison
| Année          | 2016 | 2017 | 2018 | 2019 | 2020 | 2021 | 2022 | 2023 | 2024 |
| Rang en simple | 1951 | 1177 | 575  | 248  | 139  | 115  | 30   | 21   | 30   |
| Rang en double | –    | 1551 | 1292 | 921  | 797  | 300  | 213  | –    | 225  |

Source : (en) Classements de Francisco Cerúndolo sur le site officiel de la Fédération internationale de tennis